# Barros (Familienname)
Barros ist ein portugiesischer und spanischer Familienname.

## Namensträger
- Alberto Barros Jr., kolumbianischer Schauspieler, Kurzfilmschaffender und Sänger
- Alejandra Barros (* 1971), mexikanische Schauspielerin
- Alex Barros (* 1970), brasilianischer Motorradrennfahrer
- Alvaro Barros-Lemez (1945–2004), uruguayischer Essayist, Journalist und Verleger
- Ana Barros (Schwimmerin) (Ana Luísa Amado Antas de Barros; * 1969), portugiesische Schwimmerin
- Ana Barros (Radsportlerin) (Ana de Oliveiro Barros; * 1973), portugiesische Radrennfahrerin
- Ana Barros (Handballspielerin) (Ana Patrícia da Costa Barros; * 1993), angolanische Handballspielerin
- Ana Beatriz Barros (* 1982), brasilianisches Model
- Ana Lúcia Barros (Ana Lúcia de Camargo Barros; * 1965), brasilianische Volleyballspielerin
- André Barros (* 1984), portugiesischer Filmkomponist und Pianist
- André Geraldes de Barros (* 1991), portugiesischer Fußballspieler, siehe André Geraldes
- Benevides Correia Barros (* 1968), osttimoresischer Anwalt
- Braian De Barros (* 1985), uruguayischer Fußballspieler
- Bruno de Barros (* 1987), brasilianischer Sprinter
- Carmen Barros (1925–2023), chilenische Schauspielerin, Sängerin und Komponistin
- Cássio Alves de Barros (* 1970), brasilianischer Fußballspieler
- César Barros (1912–1992), chilenischer Fechter
- Cristovão Barros (* 1972), osttimoresischer Politiker
- Dana Barros (* 1967), US-amerikanischer Basketballspieler
- Diego Barros Arana (1830–1907), chilenischer Historiker und Geschichtsschreiber
- Domitila Barros (* 1984), deutsche Schönheitskönigin aus Brasilien
- Esmeralda Barros (1944–2019), brasilianische Schauspielerin
- Etson Barros (* 2001), portugiesischer Hindernisläufer
- Éverton Augusto de Barros Ribeiro (* 1989), brasilianischer Fußballspieler, siehe Éverton Ribeiro
- Guillermo Barros Schelotto (* 1973), argentinischer Fußballspieler
- Gustavo Barros (* 1997), uruguayischer Fußballspieler
- Henrique de Barros (1904–2000), portugiesischer Agraringenieur, Hochschullehrer, Autor und Politiker
- Hermes da Rosa Correia Barros (* 20. Jahrhundert), osttimoresischer Politiker
- Horacio Larraín Barros (* 1929), chilenischer Kulturanthropologe und Fotograf
- Jacinto Barros Gusmão (* 1974), osttimoresischer Politiker
- Jaime de Barros Câmara (1894–1971), Erzbischof von São Sebastião do Rio de Janeiro
- Jancarlos de Oliveira Barros († 2013), brasilianischer Fußballspieler
- Javier Barros Sierra (1915–1971), mexikanischer Ingenieur, Politiker und Autor
- João de Barros (Historiker) (1496–1570), portugiesischer Historiker
- João de Barros (Missionar) (1639–1691), portugiesischer Missionar
- João de Barros (Schriftsteller) (1881–1960), portugiesischer Schriftsteller
- João de Barro (1907–2006), brasilianischer Musiker, siehe Carlos Alberto Ferreira Braga
- João de Barros (Leichtathlet) (* 1993), Leichtathlet aus São Tomé und Príncipe
- João de Barros Barreto (1890–1956), brasilianischer Arzt und Hochschullehrer
- João de Barros Cassal (1858–1903), brasilianischer Politiker und Journalist
- João de Barros de Correia, portugiesischer Gouverneur von Paraíba in Brasilien
- João de Barros Guerra, portugiesischer Gouverneur von Pará in Brasilien
- João de Barros Ferreira da Fonseca (1899–1968), portugiesischer Diplomat
- João Petra de Barros (1914–1948), brasilianischer Sänger
- João Ribeiro de Barros (1900–1947), brasilianischer Pilot
- Jocy Afonso Barros (* 1985), são-toméischer Fußballspieler
- Jonathan Victor Barros (* 1984), argentinischer Boxer
- Jorge de Barros (* 1935), brasilianischer Leichtathlet
- José Benito Barros (1915–2007), kolumbianischer Komponist
- José de Camargo Barros (1858–1906), brasilianischer Geistlicher, römisch-katholischer Bischof von São Paulo
- José Francisco Falcão de Barros (* 1965), brasilianischer Geistlicher, römisch-katholischer Bischof
- José Leitão de Barros (1896–1967), portugiesischer Regisseur
- José Pereira da Silva Barros (1835–1898), römisch-katholischer Erzbischof
- Juan Barros (* 1989), peruanisch-kolumbianischer Fußballspieler
- Juan Barros Madrid (* 1956), chilenischer Geistlicher, römisch-katholischer Bischof
- Juninho Barros (* 1996), brasilianischer Fußballspieler
- Junior Barros (* 1993), brasilianisch-italienischer Fußballspieler
- Leila Barros (* 1971), brasilianische Volleyball- und Beachvolleyballspielerin
- Lino Barros (* 1975), brasilianischer Boxer
- Luis Álamos Barros (1893–1960), chilenischer Politiker, Abgeordneter, Senator und Minister
- Luis Barros Borgoño (1858–1943), chilenischer Politiker
- Manoel de Barros (1916–2014), brasilianischer Dichter
- Marisa Barros (* 1980), portugiesische Marathonläuferin
- Milton Barros (* 1984), angolanischer Basketballspieler
- Pedro Barros (* 1995), brasilianischer Skateboarder
- Pedro García Barros (* 1946), mexikanischer Fußballspieler und -trainer
- Rafael Barros (1890–1972), chilenischer Agraringenieur, Ornithologe und Entomologe
- Ramón Barros Luco (1835–1919), chilenischer Politiker
- Rocío Barros (* 1988), argentinische Handballspielerin
- Rodrigo Barros (* 1984), kolumbianischer Radrennfahrer
- Rovérsio Rodrigues de Barros (* 1984), brasilianischer Fußballspieler
- Rui Barros (* 1965), portugiesischer Fußballspieler
- Rui Duarte de Barros (* 1960), guinea-bissauischer Ökonom und Politiker
- Sebastião do Rêgo Barros (1803–1863), brasilianischer Politiker und Militär
- Sergio Barros (* 20. Jahrhundert), chilenischer Astronom
- Suzana Barros (* 1983), kapverdische Handballspielerin
- Tardeli Barros Machado Reis (* 1990), brasilianischer Fußballspieler
- Osvaldo Velloso de Barros (1908–1996), brasilianischer Fußballtorhüter
- Zoila Barros (* 1976), kubanische Volleyballspielerin